# Корба (река, впадает в Салмозеро)
Корба — река в России, протекает по Пудожскому району Республике Карелия.
Река берёт начало из Пелусозера.
Протекает через Корбозеро.Впадает в Салмозеро, из которого вытекает Пизьма. Длина реки составляет 29 км, площадь водосборного бассейна — 231 км².
В 29 км от устья в Корбу впадает река Верхняя Корба. 
Также имеет правый приток — ручей Рубцов, несущий воды Сяргозера.
У истока реки находится деревня Стешевская.

## Данные водного реестра
По данным государственного водного реестра России относится к Балтийскому бассейновому округу, водохозяйственный участок реки — Водла, речной подбассейн реки — Свирь (включая реки бассейна Онежского озера). Относится к речному бассейну реки Нева (включая бассейны рек Онежского и Ладожского озера).
Код объекта в государственном водном реестре — 01040100412102000016678.

## Топографическая карта
- Лист карты P-37-75,76 Кубово. Масштаб: 1 : 100 000. Указать дату выпуска/состояния местности.